# Ia
Ia là một chi động vật có vú trong họ Dơi muỗi, bộ Dơi. Chi này được Thomas miêu tả năm 1902. Loài điển hình của chi này là dơi io.

## Các loài
Chi này gồm các loài:
- Dơi io
- Ia lanna